# 1989 TX15
1989 TX15 är en asteroid i huvudbältet som upptäcktes den 4 oktober 1989 av den belgiska astronomen Henri Debehogne vid La Silla-observatoriet.
Den tillhör asteroidgruppen Levin.